# Embryons desséchés
Embryons desséchés est une composition pour piano en trois mouvements écrite par Erik Satie en 1913.

## Présentation
Suite musicale composée entre le 30 juin 1913 et le 4 juillet 1913, Embryons desséchés est une œuvre parodique, dont Satie lui-même écrit en préambule : « Cette œuvre est absolument incompréhensible, même pour moi. D'une profondeur singulière, elle m'étonne toujours. Je l'ai écrite malgré moi, poussé par le destin. Peut-être ai-je voulu faire de l'humour ? Cela ne me surprendrait pas, et serait assez dans ma manière. Toutefois, je n'aurai aucune indulgence pour ceux qui en feront fi. Qu'ils le sachent ».
Elle est créée par Jane Mortier le 5 décembre 1913, à la salle Pleyel.

## Structure
L’œuvre, d'une durée d'exécution de cinq minutes trente environ, comprend trois mouvements :
1. Embryon desséché d'holothurie, dédié à Suzanne Roux,
2. Embryon desséché d'edriophthalma, dédié à Édouard Dreyfus (en),
3. Embryon desséché de podophthalma, dédié à Jane Mortier[5].

## Discographie
- Tout Satie ! Erik Satie Complete Edition[6], CD 4, Aldo Ciccolini (piano), Erato 0825646047963, 2015.
- Satie : Gymnopédies - A Selection of Piano Pieces, Klara Körmendi (piano), Naxos 8.550305, 2001.
- Erik Satie Piano Music, Håkon Austbø (piano), Brilliant Classics 99384, 1999.

### Ouvrages généraux
- Guy Sacre, La musique pour piano : dictionnaire des compositeurs et des œuvres, vol. II (J-Z), Paris, Robert Laffont, coll. « Bouquins », 1998, 2998 p. (ISBN 978-2-221-08566-0), p. 2389-2390.
- Adélaïde de Place, « Erik Satie », dans François-René Tranchefort (dir.), Guide de la musique de piano et de clavecin, Paris, Fayard, coll. « Les Indispensables de la musique », 1987, 867 p. (ISBN 978-2-213-01639-9, OCLC 17967083), p. 633.

### Monographie
- Vincent Lajoinie, Erik Satie, Lausanne, Éditions L'Âge d'Homme, 1985 (ISBN 978-2-8251-3228-9)